# Sotirios Balafas
Sotirios Balafas (grekiska: Σωτήριος Μπαλάφας), ibland stavat Sotiris (Σωτήρης), född 19 augusti 1986 i Arta, är en grekisk fotbollsspelare som spelar som defensiv mittfältare för Platanias FC.

## Klubblag
Sotirios Balafas började sin karriär i ung ålder i Anagennisi Arta FC. Sommaren 2005 värvades han av PAOK för en summa på 80 000 euro. Efter en tid blev han ordinarie i startelvan och byggde säsongen 2007/2008 upp ett bra samarbete med nykomlingen Ricardo Matias Verón.
Säsongen 2009/2010 blev Balafas utlånad till nykomlingen PAS Giannina, då han fick klart för sig att managern Fernando Santos inte tänkte satsa på honom.

## Landslag
Balafas var även ordinarie i Greklands U21-landslag tillsammans med sin före detta klubbkamrat Stelios Iliadis. Där spelade han 13 landskamper och gjorde även 1 mål.